# آری فان هوولینگن
آری فان هوولینگن (هلندی: Arie van Houwelingen؛ زادهٔ ۲۸ نوامبر ۱۹۳۱) ورزشکار دوچرخه‌سواری پیست اهل هلند است.
وی در مسابقات کشوری و بین‌المللی در مجموع برندهٔ ۱ مدال طلا، ۱ مدال برنز شده است.